# Добаш смугастогрудий
Доба́ш смугастогрудий (Picumnus lafresnayi) — вид дятлоподібних птахів родини дятлових (Picidae). Мешкає в Південній Америці. Вид названий на честь французького орнітолога Фредеріка де Лафресне.

## Підвиди
Виділяють чотири підвиди:
- P. l. lafresnayi Malherbe, 1862 — південно-східна Колумбія, схід Еквадору і північ Перу;
- P. l. punctifrons Taczanowski, 1886 — північ Перу;
- P. l. taczanowskii Domaniewski, 1925 — центр Перу;
- P. l. pusillus Pinto, 1936 — північно-західна Бразилія (Центральна Амазонія, на схід від Ріу-Неґру).

## Поширення і екологія
Смугастогруді добаші мешкають в Колумбії, Еквадорі, Перу і Бразилії. Вони живуть у вологих рівнинних і гірських тропічних лісах. Зустрічаються на висоті до 1400 м над рівнем моря.